# Rihard Jakopič
Rihard Jakopič (Ljubljana, 1869. április 12. – Ljubljana, 1943. április 21.) szlovén impresszionista festő. 

## Élete
Jómódú családban született, apja mezőgazdasági terményekkel kereskedett. Gyermekkora óta epilepsziában szenvedett. A reálgimnáziumot nem fejezte be, mert képzőművész akart lenni. 1887-ben felvették a Bécsi Képzőművészeti Akadémiára. 1889-ben a Müncheni Képzőművészeti Akadémiára iratkozott be, de csak két félévet végzett el. Ezt követően Anton Ažbe festőiskoláját látogatta két éven keresztül, ahol rajzot és portréfestést tanult. Nyáron hazájában festett Matija Jamával, de a telet Ažbe iskolájában töltötte. 
1900-ban részt vett a Szlovén Művészeti Társaság megalakításában, és elvállalta a titkári teendőket. Aktívan szervezte az első szlovén képzőművészeti kiállítást. 1902-ben a látogatók értetlenül és erős kritikával fogadták impresszionista képeit, de Bécsben, 1904-ben nagy sikert arattak. 
1903-ban Vojtěch Hynaisnél tanult a Prágai Képzőművészeti Akadémián. Matej Sternennel festőiskolát nyitott 1907-ben, melyet 1914-ig vezetett. 1904-ben Bécsben hozta létre a szlovén képzőművészek Sava nevű klubját. Az első világháború kitöréséig kiállítottak Belgrádban, Szófiában, Triesztben, Zágrábban, Varsóban, Krakkóban és Rómában. 
Az impresszionizmust az újjászülető szlovén képzőművészet sarokkövének tartotta Jakopič. A művészek és a művészetkedvelők kapcsolatát akarta javítani, amikor a ljubljanai Tivoli parkban saját költségén felépíttette a Max Fabiani által tervezett Jakopičev paviljont. Az évente megrendezett kiállításon szobrászok, festők mutathatták be alkotásaikat. 
1938-ban a Szlovén Tudományos és Művészeti Akadémia tagjává választották. Arcképe a 100 toláros bankjegyen látható.

## Galéria

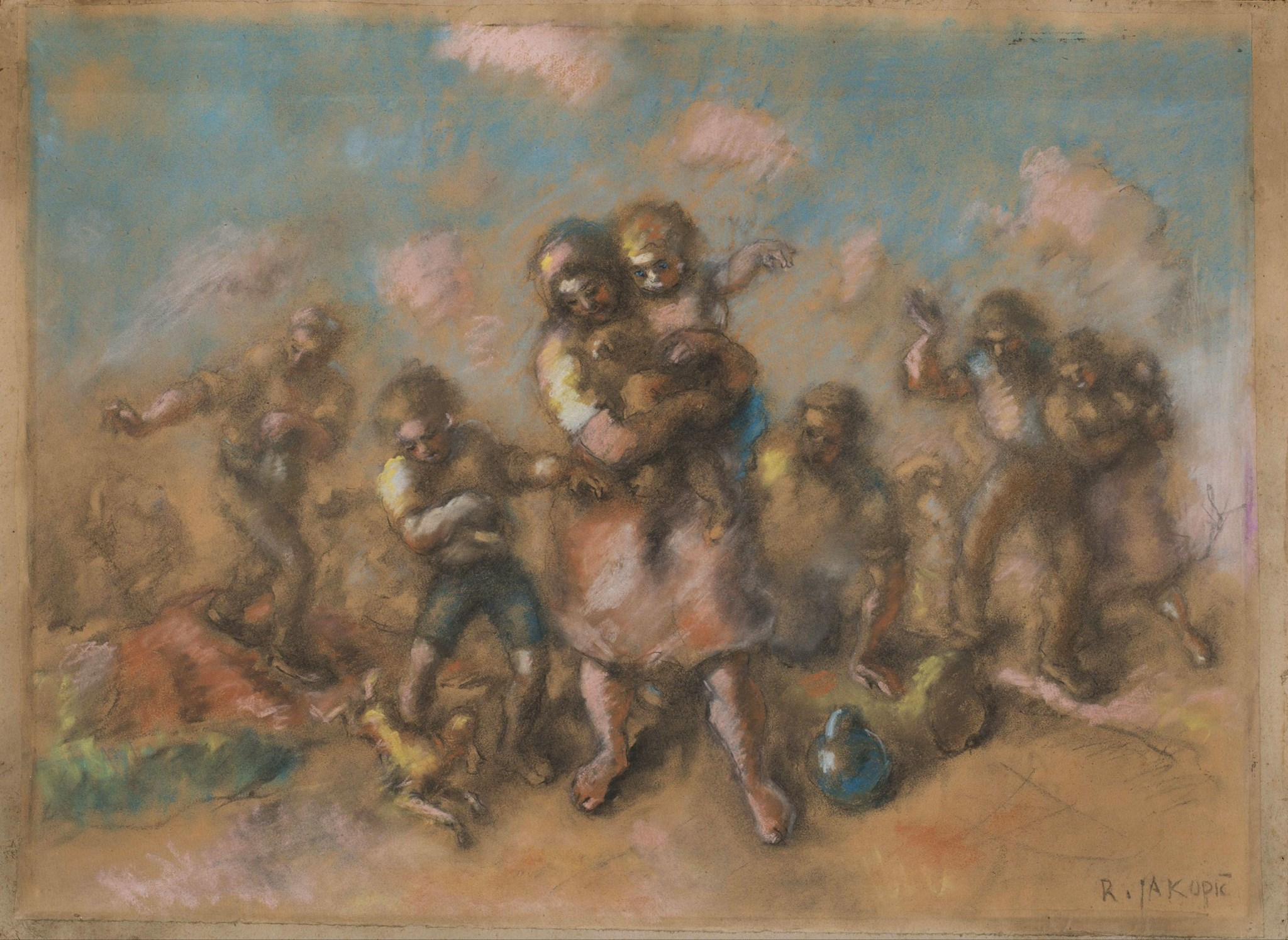
Család
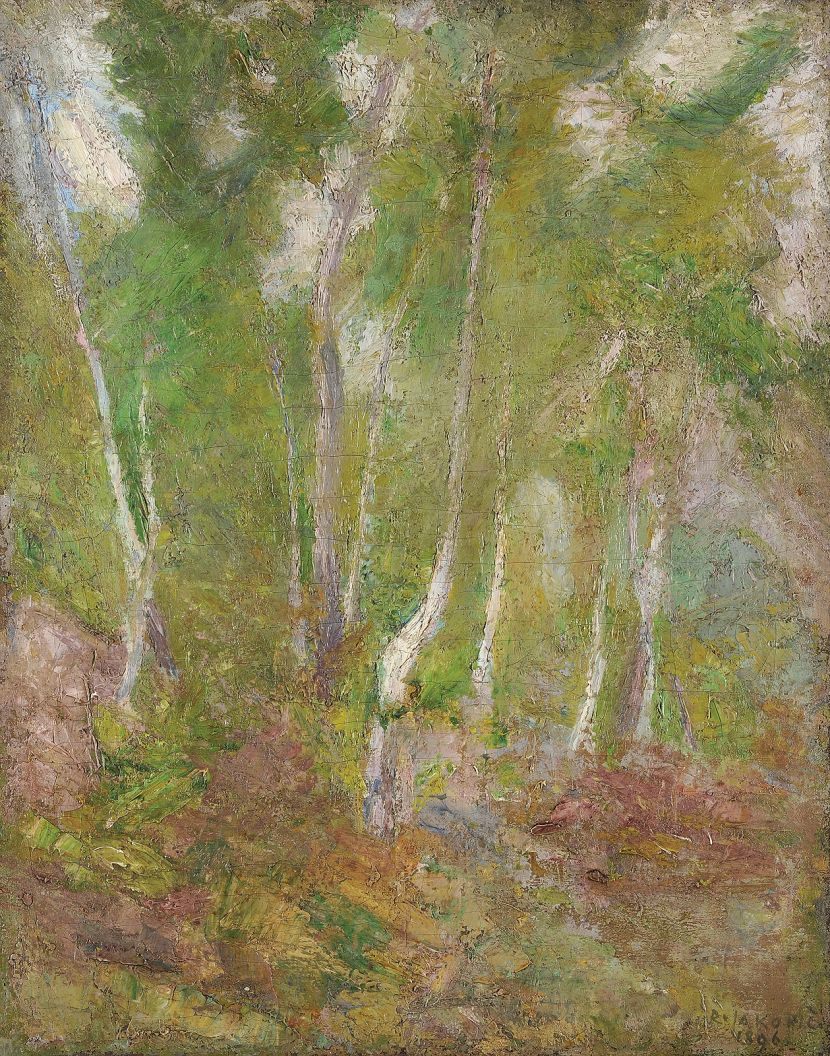
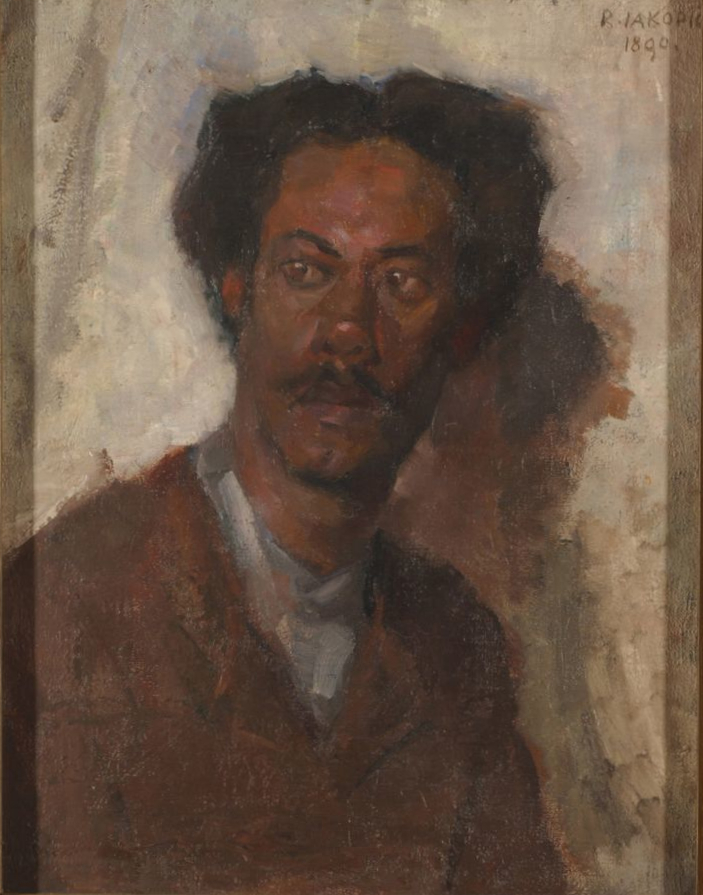
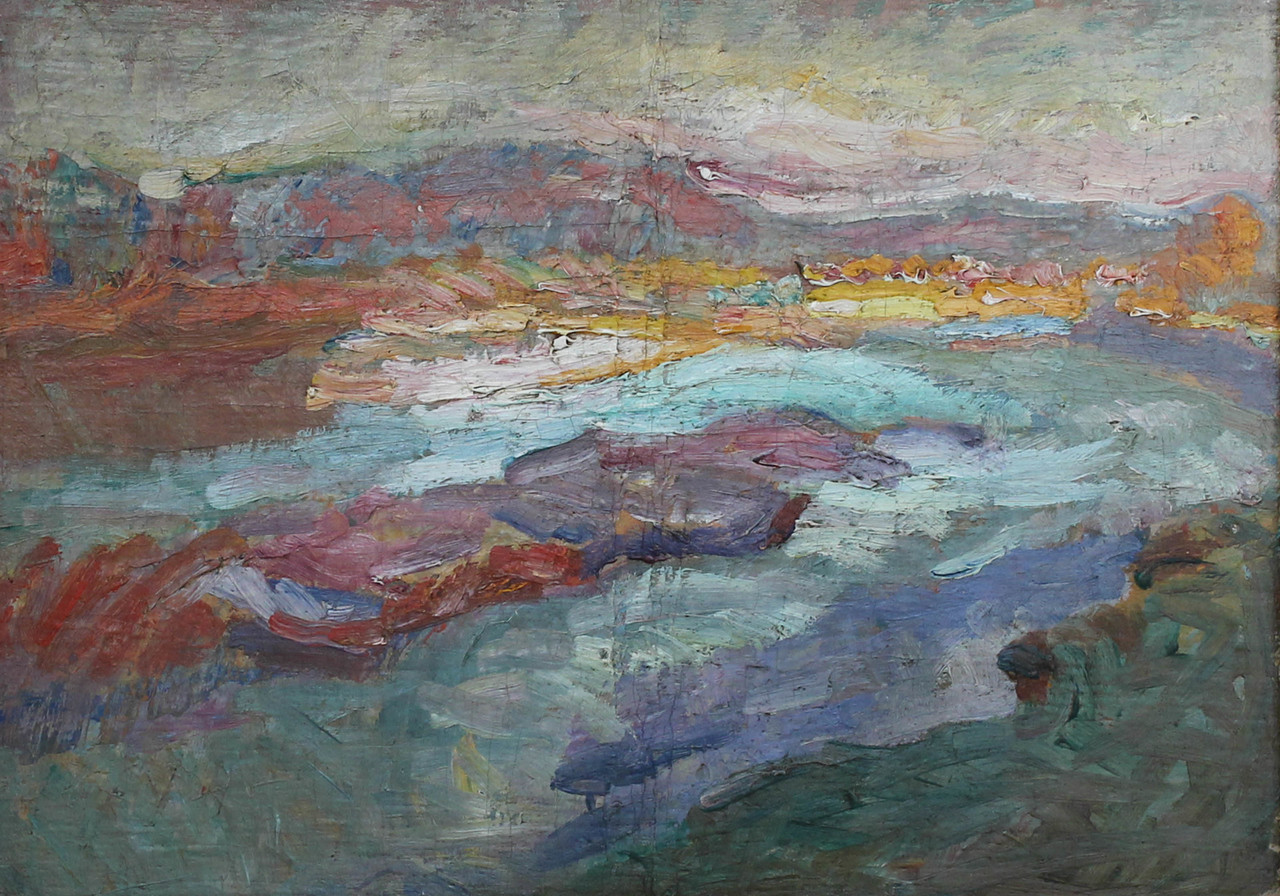
Száva